# John Locke
John Locke (Wrigton kraj Bristola, 29. kolovoza 1632. – Oates, 28. listopada 1704.) bio je engleski filozof i lječnik. Bio je utemeljitelj klasičnog britanskog empirizma. Njegovi politički tekstovi temelj su suvremene demokracije. U svom djelu Dvije rasprave o vladi Locke nam daje teoriju o prirodnom pravu i stvarnim pravima koje treba upotrebljavati kako bi razlikovali legalnu i ilegalnu civilnu vladu. Također argumentira zakonitost ustanka odnosno pobune protiv tiranske vlade. Locke je pisao na mnogo raznolikih tema, između kojih je najvažnija tema tolerancije odnosno snošljivosti. U Pismu o toleranciji i nekoliko obrana tog Pisma Locke raspravlja o razdvajanju između Crkve i države.

## Životopis
Studirao je filozofiju i medicinu. Njegov otac je bio istaknuti pristaša parlamenta. Nakon kraćeg predavanja u Oxfordu, aktivno se angažirao u politici. To je bilo s promjenljivim uspjehom, jer je u to vrijeme u Engleskoj bilo više političkih prevrata i preokreta. Zbog političkih razloga neko je vrijeme živio u Francuskoj i u Nizozemskoj. Napisao je dva spisa koja se ubrajaju u najutjecajnija napisana djela. Prvi je Rasprava o ljudskom razumijevanju. Možda još važniji je politički spis Dvije rasprave o vladi, a ponajprije drugi traktat o njemu.
John Locke je bio glavni engleski predstavnik empirizma. Osnivač je spoznajne teorije. Iskustvo ili ideje osjeta i reflekse smješta u osnovu ljudskog razuma. Locke smatra da sve znanje potječe iz iskustva, jer je naša duša po rođenju "tabula rasa" (prazna ploča). Pošto ukida bilo kakav prostor za "urođene ideje" u osnovama znanja, može se reći da je u tom smislu anti-racionalistički. Međutim, Locke govori da postoji mogućnost spoznaje da nam neke od naših ideja pružaju odgovarajuću predstavu svijeta koji nas okružuje.
John Locke je imao veliki utjecaj na razvoj političke filozofije. Njegove ideje su bile temelj za koncepte američkog zakona i organizacije vlasti. Lockova epistemologija i filozofija imala je veliki utjecaj i na period prosvjetiteljstva.

## Kritika i obrana razuma
Utemeljitelj je britanskog empirizma, pravca u filozofiji koji našu spoznaju stvarnosti temelji na iskustvu, a ne razumu. Locke ocjenjuje da je opseg naše spoznaje ograničen. Smatrao je da jedini način na koji spoznajemo stvarnost iskustvo, naš razum je prazna ploča tabula rasa, ništa nije u umu što nije bilo u iskustvu. Mnoge naše ideje ostaju nejasne i narazgovjetne (npr. ideja supstancije); ali je naše znanje dovoljno da na njemu uredimo svoj život.

## Društveno-politički nazori
Locke se s liberalističkog gledišta suprotstavlja Hobbesovoj tezi o potrebi apsolutne vlasti. Prirodno stanje odlikuje jednakost među ljudima i sloboda; prirodni zakon - razum uči ljude da su jednaki i da ne smiju nanositi štetu jedan drugome. Nezgoda je toga stanja što se svatko mora sam brinuti za njegovo održanje, a pojedinci bi mogli biti pristrani u rješavanju svojih sporova. Taj nedostatak može se otkloniti društvenim ugovorom kojim se svaki pojedinac odriče onog svog prirodnog prava da sam branih i održava prirodno stanje. Tako se uspostavlja država koja treba potvrditi i održati razumno prirodno stanje, da jamči život, slobodu i vlasništvo. 
Locke zagovara potrebu podjele vlasti na zakonodavnu (koja je najviša), izvršnu i federativnu (koja se odnosi na vanjsku politiku. Trajni je suveren samo narod, a suverenitet je neotuđiv. 
Narod zakonodavcu privremeno povjerava zakonodavnu vlast, ali je može i silom uzeti natrag ako zakonodavac iznevjeri povjerenje koje mu je bilo dato. Tako Locke opravdava pravo naroda na revoluciju.

## Djela
- 1689. Pismo o snošljivosti
- 1689./90. Dvije rasprave o vlasti
- 1689./90. Ogled o ljudskoj spoznaji
- 1690. Drugo pismo o snošljivosti
- 1691. Neka razmatranja o posljedicama smanjenja kamata i povećanja vrijednosti novca
- 1692. Treće pismo o snošljivosti
- 1693. Neke misli o obrazovanju
- 1695. Razumnost kršćanstva
- 1695. Obrana razumnosti kršćanstva kako je dana u Svetom pismu
- 1695. O ponašanju spoznaje

## Relevantni članci
- Filozofija
- Empirizam
- Epistemologija

## Vanjske poveznice
- Tekstovi Johna Locka
- [neaktivna poveznica]
- Djela John Locke na internetu
- John Locke online bibliografija  Arhivirana inačica izvorne stranice od 13. listopada 2009. (Wayback Machine)